# Femmes pour une autre Europe
Femmes pour une autre Europe, en grec moderne : Γυναίκες για μια άλλη Ευρώπη / Gynaíkes gia mia álli Evrópi, est une coalition électorale de courte durée, créée en mars 2004, dans le cadre des élections européennes de 2004 en Grèce.
La coalition est formée de petits partis de gauche qui participent à la Coalition de la gauche radicale (Renouveler la gauche écologique communiste , etc.), des féministes indépendantes, des militantes anti-guerre et des militantes indépendantes de gauche.
Les 24 candidats de la liste sont des femmes, et la tête de liste est Néna Venetsánou, chanteuse et membre active de la campagne pour les droits des femmes.
Aux élections européennes de 2004, la coalition obtient 0,76 % des voix et, quelques mois plus tard, réintègre la Coalition de la gauche radicale.